# Iciligorgia clavaria
Iciligorgia clavaria är en korallart som först beskrevs av Studer 1878.  Iciligorgia clavaria ingår i släktet Iciligorgia och familjen Anthothelidae. Inga underarter finns listade i Catalogue of Life.